# العلاقات السيراليونية الكندية
العلاقات السيراليونية الكندية هي العلاقات الثنائية التي تجمع بين سيراليون وكندا.

## مقارنة بين البلدين
هذه مقارنة عامة ومرجعية للدولتين:
| وجه المقارنة                                              | سيراليون       | كندا                     |
| --------------------------------------------------------- | -------------- | ------------------------ |
| المساحة (كم2)                                             | 71.74 ألف      | 9.98 مليون               |
| عدد السكان (نسمة)                                         | 7.56 مليون     | 35.70 مليون              |
| الكثافة السكانية (ن./كم²)                                 | 105.38         | 3.58                     |
| العاصمة                                                   | فريتاون        | أوتاوا                   |
| اللغة الرسمية                                             | لغة إنجليزية   | لغة إنجليزية، لغة فرنسية |
| العملة                                                    | ليون سيراليوني | دولار كندي               |
| الناتج المحلي الإجمالي (بليون دولار)                      | 3.77 مليار     | 1.65 تريليون             |
| الناتج المحلي الإجمالي (تعادل القوة الشرائية) بليون دولار | 10.13 مليار    | 1.59 تريليون             |
| الناتج المحلي الإجمالي الاسمي للفرد دولار أمريكي          | 653            | 43.25 ألف                |
| الناتج المحلي الإجمالي للفرد دولار أمريكي                 | 1.97 ألف       | 45.07 ألف                |
| مؤشر التنمية البشرية                                      | 0.413          | 0.913                    |
| رمز المكالمات الدولي                                      | +232           | +1                       |
| رمز الإنترنت                                              | .sl            | .ca                      |
| المنطقة الزمنية                                           | 00             |                          |

## منظمات دولية مشتركة
يشترك البلدان في عضوية مجموعة من المنظمات الدولية، منها:
| علم المنظمة | اسم المنظمة                               | تاريخ انضمام سيراليون | تاريخ انضمام كندا |
| ----------- | ----------------------------------------- | --------------------- | ----------------- |
|             | مؤسسة التنمية الدولية                     | 13 نوفمبر 1962        | 24 سبتمبر 1960    |
|             | البنك الإفريقي للتنمية                    | ?                     | ?                 |
|             | يونسكو                                    | 28 مارس 1962          | 4 نوفمبر 1946     |
|             | مؤسسة التمويل الدولية                     | 10 سبتمبر 1962        | 20 يوليو 1956     |
|             | منظمة حظر الأسلحة الكيميائية              | ?                     | ?                 |
|             | الأمم المتحدة                             | 27 سبتمبر 1961        | 9 نوفمبر 1945     |
|             | الاتحاد الدولي للاتصالات                  | 30 ديسمبر 1961        | 1 يوليو 1908      |
|             | منظمة الشرطة الجنائية الدولية             | ?                     | ?                 |
|             | البنك الدولي للإنشاء والتعمير             | 10 سبتمبر 1962        | 27 ديسمبر 1945    |
|             | الاتحاد البريدي العالمي                   | ?                     | ?                 |
|             | المركز الدولي لتسوية المنازعات الاستشارية | 14 أكتوبر 1966        | 1 ديسمبر 2013     |
|             | وكالة ضمان الاستثمار متعدد الأطراف        | 20 يونيو 1996         | 12 أبريل 1988     |
|             | منظمة التجارة العالمية                    | ?                     | ?                 |
|             | دول الكومنولث                             | 1961                  | ?                 |

## وصلات خارجية
- موقع وزارة الخارجية الكندية